# Aérodrome de Lézignan-Corbières
L’aérodrome de Lézignan-Corbières (code OACI : LFMZ) est un aérodrome ouvert à la circulation aérienne publique, situé sur les communes de Lézignan-Corbières  et Conilhac-Corbières, dans l’Aude (région Languedoc-Roussillon, France).
Il est utilisé pour la pratique d’activités de loisirs et de tourisme (aviation légère, parachutisme, aéromodélisme), en conditions de vol à vue. L’aérodrome est géré par la municipalité de Lézignan-Corbières.

## Histoire

### Les débuts du champ d'aviation
En avril 1911, La Dépêche de Toulouse organise un raid aérien reliant Toulouse à Narbonne avec des étapes à Carcassonne et Lézignan.
À cette occasion, le Comité d'aviation de Lézignan aménage un champ d'aviation sur une zone plane et relativement inculte du fait de la nature du terrain essentiellement calcaire, très dur et sec, servant au pacage des moutons. Cette zone est située dans la plaine de Caumont au lieu-dit de Gaujac, sur la route de Fabrezan après le Ruisseau des Juifs, en bordure du tracé des tramways de l'Aude.
Jules Védrines participe à ce « Raid de la Dépêche » et relie Toulouse à Carcassonne sur un Morane-Borel le 11 avril 1911, devenant le premier aviateur audois. Le lendemain, partant de Carcassonne, il survole la zone d'atterrissage préparée à Lézignan pendant une demi-heure sans pouvoir se poser en raison d'un vent violent. Renonçant à l'atterrissage sur Lézignan, il continue vers Narbonne où il peut atterrir.
Le Comité d'aviation de Lézignan organise quelques semaines plus tard en juillet 1911 une « semaine de l'aviation » initialement sur 3 jours.
Le 16 juillet au matin, l'avion du pilote alsacien Gustave-Paul Weiss arrive en pièces détachées par le chemin de fer. Le pilote et son mécanicien procèdent immédiatement au remontage sur le champ d'aviation de Lézignan du monoplan Pivot-Koechlin à moteur Gnome.
Toute l'après-midi, les tramways à vapeur, autobus, automobiles et omnibus déversent des flots de spectateurs provenant de toutes les communes environnantes.
Le dimanche 16 juillet 1911 à 17h30, le vent étant tombé, le pilote procède au premier décollage depuis le terrain devant une foule considérable évaluée par la presse à 15 000 spectateurs. Après un vol de 25 minutes l'avion se pose en face du hangar dans l'enthousiasme général. Le pilote effectue un moment plus tard un autre vol encore plus apprécié du public qui le porte en triomphe.
De nouvelles séances on lieu le lundi mais le temps pluvieux et venteux entraîne l'annulation de la séance du mardi. Les démonstrations se poursuivent finalement chaque fin d'après-midi jusqu'au dimanche suivant avec notamment un vol de plus de 45 minutes qui l'amènera jusqu'à Capendu et une poursuite contre un train Express.
Le maire Léon Castel pressent l'importance de l'aviation naissante et tente de faire homologuer le terrain pour accueillir le trafic aérien qui s'organise. La Première Guerre mondiale entraine la cessation des activités aérienne et stoppe ces initiatives.

### L'entre-deux-guerres

#### Naissance de l'aérodrome
Dès la fin de la guerre, en décembre 1918, Pierre-Georges Latécoère crée la Société des lignes Latécoère, future Aéropostale.
Le vol inaugural de la première ligne Toulouse-Barcelone a lieu le 25 décembre 1918 sur Salmson 2A2 avec René Cornemont, un pilote expérimenté et Pierre-Georges Latécoère comme passager. Le terrain de Lézignan est déjà considéré comme terrain de secours pour cette ligne. 
En 1923, ce terrain reste une zone d'atterrissage encore rudimentaire. Un petit groupe de Lézignannais enthousiastes menés par Alphonse Jouy se mobilise alors pour créer un vrai terrain d'atterrissage pour accueillir les avions de l'Aéropostale. Alphonse Jouy, garagiste et ancien mécanicien d'aviation, s'investit en acquérant sur ses deniers les parcelles autour du terrain et en les sécurisant (débroussaillage, épierrage...) avec l'aide de sa famille.
Début 1930, grâce à ses efforts, l'aire d'atterrissage atteint déjà 350 mètres de long sur un terrain plat de grandes dimensions. En juin, le commandant de l'aérodrome de Perpignan où les avions s'embourbent sur le sol non cimenté, vient pour le compte de l'aviation marchande en reconnaissance au terrain de Lézignan dont la qualité du sol est reconnue.
L'Aéropostale reconnait aussi par écrit en juillet l'intérêt du terrain comme escale de secours et demande l'aménagement de facilités pour en faire un aérodrome digne de ce nom : hangar, bureau, téléphone, poste d'essence... En septembre, le terrain est inauguré officiellement par le maire de Lézignan. De nombreux meetings aériens y sont organisés dans les mois et années suivantes.
En 1931, la direction de l'Aéronautique marchande finance la moitié de la dépense consacrée à l'acquisition de nouvelles parcelles nécessaire à l'aérodrome ainsi que l'amélioration du balisage et de l'éclairage.
Un pavillon servant de salle de réception, salle d'attente et bureau des douanes est alors installé. 
Dans cette optique d'amélioration, le ministère de la Défense contribue en 1932 à la construction d'un hangar à avions. 
Toujours en 1932, une Association pour l’Étude et Développement de l'Aviation est constituée à Lézignan et s'intitule Groupement Aéronautique « Paul Sourgnes » Des Corbières-Minervois, ses actions stimulant l'activité de l'aérodrome par la mise à disposition d'appareils achetés et loués.
De mars à juillet 1932, un avion Hanriot HD.14 (en) (F-ALOX) appartenant à un pilote de Lézignan est basé sur l'aérodrome.
En 1933, l'aérodrome de Lézignan est toujours un terrain de secours de la ligne Toulouse-Perpignan-Alicante-Afrique du nord et devient une escale de l'Aéropostale où s'effectue le transbordement du courrier pour Marseille et le Maroc. L'intégration de l'Aéropostale à Air France en fin d'année amène les avions d'Air France à des escales régulières sur le terrain.
De nombreux pilotes célèbres font alors escale au terrain de Lézignan : Jean Mermoz lui-même, Henri Guillaumet, Pierre-Marcel Lemoigne, Maryse Bastié et Maurice Bellonte notamment.
Début 1935, le premier Aéro-club « Paul Sourgnes » est créé.
En août 1935, les autorités aéronautiques civiles et militaires sont suffisamment convaincues des qualités du terrain pour que le Ministère de l'Air fasse l'acquisition de l'aérodrome alors installé sur 43 hectares. Cette acquisition du terrain marque un tournant dans l'investissement pour l'aérodrome et son utilisation.
L'alimentation électrique est sécurisée de même que la ligne téléphonique et un balisage de nuit ainsi qu'un phare à éclat sont installés.
1938 voit le début de la construction d'un radiophare de grande navigation sur le chemin des Romains. Il ne sera achevé qu'en 1942, sous occupation allemande.
En mars 1939, alors que la Seconde Guerre mondiale se rapproche, la guerre civile d'Espagne se termine. La fuite d'Espagne de plusieurs responsables républicains s'opère alors depuis l'aéroport espagnol de Monóvar vers la France et notamment Toulouse. L'avion piloté par Ignacio Hidalgo de Cisneros chef des Forces Aériennes de la République Espagnole se trouve à court de carburant et se voit obligé d'atterrir sur l'aérodrome de Lézignan. Dans le même temps, 2 escadrilles de 12  avions gouvernementaux atterrissent à Carcassonne pour les mêmes raisons.

#### Militarisation de l'aérodrome
Dès le début 1930, les autorités militaires sont alertées sur l'intérêt du terrain.
Cantonné à un usage civil jusque là, l'aérodrome de Lézignan-Caumont participe à de grandes manœuvres aériennes militaires d'une semaine en 1937. Le Grand Quartier Général de la 2de division aérienne est installée à Lézignan et l'aérodrome sert de base de ravitaillement. C'est la première utilisation militaire du terrain avant son utilisation intensive durant la Seconde Guerre mondiale.

### La Seconde Guerre mondiale

#### Mobilisation
Le Groupement d'Instruction de l'Aviation de Bombardement du Sud-Est cantonne le 6e Groupement de Bombardement (GB I/31 et GB II/31) sur l'aérodrome de Lézignan. Ces Groupes de Bombardement sont équipés successivement de Bloch 200 et Bloch 210 puis de LéO451.
Puis la 31e escadre de bombardement qui avait occupé l'aérodrome lors des grandes manœuvres de 1937, revient occuper le terrain début décembre 1939 avant de repartir en deux temps vers le front de l'Est en mai 1940.
Durant le premier semestre 1940, le Centre d'Instruction de la Chasse de Montpellier se replie lui aussi sur Lézignan.

#### Combats de 1940
Du fait de sa position géographique, l'aérodrome n'est pas utilisé pour des missions de combats tout au long des 6 semaines de la bataille.
À la fin de la Bataille de France, le terrain de Lézignan voit se succéder de nombreuses unités militaires. En effet, il est la dernière escale technique et de ravitaillement avant la traversée de la Méditerranée et l'Afrique du Nord où vont se mettre à l'abri de nombreuses unités pour éviter d'être désarmées. En seulement 6 jours, du 15 au 21 juin 1940, pas moins de 18 Groupes se succèdent sur l'aérodrome. 
De nombreux Groupes de Bombardement (13) passent par Lézignan équipés de différents matériels : Martin 167, Farman 222, Bloch 200, Bloch 210, Douglas-DB7 et Amiot 143.
Des Groupes de Reconnaissance en moins grand nombre (4) passent aussi par Lézignan, équipés de Potez 540, Potez 63.11, Potez 637, Bloch MB.174, et Bloch MB.131.
Un seul Groupe de Chasse (GC II/7) équipé de Dewoitine D.520 passe sur Lézignan.
À partir du 22 juin et de la signature de l'Armistice, les avions sont immobilisés et désarmés. Une partie du Groupe de Bombardement GB II/34 qui se trouve à Lézignan au moment de la signature est dissout sur le terrain, les autres avions du groupe ayant déjà rallié Oran (Algérie) puis Kalaa-Djerda (Tunisie).

#### Escadrilles de l'Armée d'Armistice
Lors de l'Armistice de 1940, dans le cadre du groupement 18, les hommes et avions survivants de la GB I/51 et de la GB II/51 sont regroupés à Lézignan en tant que GB I/51 le 12 août 1940 et rejoignent le GB I/54, dont les hommes logent dans un premier temps chez l'habitant. Ces deux groupes volent alors sur Breguet 693/695.
Ils sont dissous au lendemain de l'invasion de la zone libre le 12 novembre 1942. Les appareils sont désarmés et mis à disposition de l'armée allemande.

#### Occupation allemande
Dès l'invasion de la zone libre, la Luftwaffe prend le contrôle de l'aérodrome et réutilise les installations.
Parmi les unités qui vont s'y succéder tout au long de la période d'occupation on peut citer des escadrons :
- De chasse de nuit (Natchjaggeschwader, NJG),
- De combat aéroportés  avec planeurs (Luftlanddegeschwader, LLG),
- De bombardement (Kampfgeschwader, KG).

Ces unités opérationnelles ont le support au sol des unités de soutien (Flieger-Regiment). 
Pour loger les troupes, le château de Gaujac tout proche est réquisitionné pour les officiers et un cantonnement installé à l'emplacement du quartier actuel du Plantier, au nord de la ville. 
L'utilisation opérationnelle de l'aérodrome nécessite l'amélioration de ses installations et sa fortification qui seront menés par l'armée allemande : six batteries de D.C.A (Flak) sont installées autour du terrain pour le défendre et un bunker de commandement (resté inachevé) est construit en bout de piste.
Dès mi-novembre 1942, le groupe I./NJG 2 équipé de Junkers JU 88 C-6b fait escale à Lézignan avant de prendre part à l'opération Lila le 27 et de repartir en décembre.
Entre mai et juillet 1943, l'unité de combat aéroportée I./LLG.1 s'installe sur le terrain de Lézignan-Caumont. Elle est équipée de 136 planeurs DFS 230 et de 52 Dornier Do 17 destinés à les remorquer. Cette unité de combat participera en 1944 à l'assaut du maquis du Vercors. Le groupe spécial sondergruppe/LLG.1 est formé à partir des éléments présents de la I./LLG.1 en vue d'une action en Italie et sera le seul à rester sur l'aérodrome à partir de septembre.
Plusieurs escadrons de bombardement passent par Lézignan de la fin 1943 à août 1944.
Début 1944, 4 avions du groupe II du KG 76 (escadrons de bombardiers) sont affectés à Lézignan pour entrainement au marquage de cibles avant de repartir sur Istres pour opérer en Méditerranée.
En mars 1944 stationne la 6./KG 100 équipée de bombardiers Heinkel He 177 suivi de la 8./KG 100 équipée de bombardiers Dornier Do 217. Ces unités participent aux combats contre la tête de pont établie par les alliés en Normandie après le Débarquement, puis à ceux liés au Débarquement de Provence.
La présence de ces nombreux bombardiers menant des opérations nécessite de grandes quantités de munitions à proximité du terrain. La Résistance fait état de plusieurs centaines de bombes de 500 kg et de torpilles au phosphore stockées dans des abris en rondins.
Le terrain est attaqué par l'aviation alliée le 13 août 1944, détruisant des citernes d'essence.
À partir du 19 août 1944, l'occupant fuit la région en sabotant les installations. Le radio-phare de Luc-sur-Orbieu est partiellement détruit ainsi que plusieurs citernes de carburant de l'aérodrome qui avaient échappé à l'attaque aérienne du 13 août. Les soldats allemands s'enfuient dans les vignes et par les villages alentour mais sont rattrapés par la population sans offrir de résistance.
Pendant ce temps, l'Armée Secrète et les Maquis investissent le terrain et en prennent le contrôle. L'une des citernes d'essence retrouvée intacte est vidée de son contenu pour servir aux déplacements des véhicules de la Résistance.

### Deuxième partie duXXesiècle
Dans l'immédiat après-guerre, un projet de base commerciale et militaire fut envisagé puis abandonné.
Entre 1945 et 1947, la base sert encore d'escale technique pour des groupes d'avions militaires en transit depuis/vers l'Afrique du Nord.
À l'hiver 1955/56, le hangar s'effondre sous le poids de la neige et est reconstruit 4 ans plus tard.

### Depuis le début duXXIesiècle
L'aérodrome est devenu propriété de la ville de Lézignan en 2007.
En 2012, l'entreprise FlyZone a ouvert ses portes à l'entrée de l'aérodrome.

## Installations
L’aérodrome dispose de deux pistes orientées est-ouest (08/26) :
- une piste bitumée longue de 1 000 m et large de 30 ;
- une piste en herbe longue de 1 000 m et large de 100.

L’aérodrome n’est pas contrôlé mais dispose d’un service d’information de vol (AFIS). Les communications s’effectuent sur la fréquence de 121,200 MHz.
Une station météorologique appartenant au réseau Radôme de Météo-France est implantée sur place depuis le 1er août 1990.
S’y ajoutent :
- des aires de stationnement ;
- des hangars ;
- une station d’avitaillement en carburant (100LL)[5].

## Activités associatives

### L'Aéroclub de Lézignan
Dès 1911, quelques passionnés des activités aériennes se regroupent pour promouvoir l'aviation à Lézignan et créent le Comité d'aviation de Lézignan qui est l'ancêtre de toutes les structures d'aéro-club créées par la suite.
En 1932, l'Association pour l’Étude et Développement de l'Aviation est créée afin de développer les activités aériennes.
L'association fait l'acquisition en juin 1934 d'un Potez 36/13 d'occasion (F-ALNF) et le cède à son tour en novembre 1937 à un pilote de Carcassonne en échange de son Hanriot HD.14 (F-ALHO). À partir de 1937, l'association loue également à l’État un Hanriot HD.14S (F-AMFR).
Début 1935, le premier aéro-club « Paul Sourgnes » est créé.
En 1966, l'aéro-club de Lézignan est recréé et devient l'année suivante l'aéroclub de Lézignan — Narbonne. Il fonctionnera jusqu'en 1988 où est mis en liquidation judiciaire.
Puis en 1993, l'aéro-club est rattaché à l'aéro-club de l'Aude à Carcassonne.
Une nouvelle page s'ouvre en 2000 avec un nouvel aéro-club local.
L'Aéro-club de Lézignan est depuis 2009 une association animée par des bénévoles et conserve une vocation d'aviation de loisir et d'école de pilotage agréée par la FFA (Fédération française aéronautique) et la DGAC (Direction Générale de l'Aviation Civile). Il accueille chaque année de nombreux jeunes en partenariat avec des collèges (notamment le collège Joseph-anglade de Lézignan) et lycées des environs titulaires du BIA (Brevet d’Initiation Aéronautique) qui viennent effectuer leur premier vol ou poursuivre leur 
formation théorique et pratique.
En 2019, l'aéro-club possède deux avions, un Cessna 172P Skyhawk (F-GDOY) et un Rallye MS 892 (F-HADL).

### L'Aéroclub Pierre-Georges-Latécoère
Ce nouvel aéro-club commence son activité en 2015 et poursuit plusieurs projets en parallèle.
Outre l'activité de vol pour les adhérents et la formation des jeunes pilotes, il participe au raid Latécoère qui poursuit un double objectif. D'une part de faire revivre les lignes Latécoère-Aéropostale de France jusqu'en Afrique et en Amérique du Sud à des pilotes passionnés, amateurs ou professionnels et d'autre part soutenir des projets solidaires envers la jeunesse des pays traversés.
Des baptêmes de l'air sont notamment organisés lors des étapes du raid qui veut perpétuer l'esprit des lignes Aéropostales.

### Le Para-Club des Corbières
Le Para-Club est fondé au début des années 1980 et est actif jusqu'au milieu des années 2000.
Au milieu des années 1980, il accueille plus d'une soixantaine de licenciés.
Tout au long de son existence, il est associé à la manifestation Promaude de Lézignan dont il assure régulièrement l'inauguration.

### L'Aéro-Model-Club
Créé en 1981, le club d'aéro-modélisme est toujours actif et dispose d'une piste dans l'emprise de l'aérodrome.
Celle-ci est utilisable tout au long de la semaine avec des créneaux réservés pour la formation des jeunes pilotes.
En 2019, plus de 25 pilotes utilisent régulièrement les installations.

## Activités commerciales
- Air Occitanie (multi-activités autour de l'ULM )
- Aerocsport11 (école d'aviation sportive et loisir ULM)
- Aéro-Styll (peinture, décoration d'aéronefs)
- ChutExtrem (école de parachutisme)
- Flyzone (simulateur de chute libre)
- Languedoc Aviation (vols touristiques, stages de pilotage)

## Événements

### Manœuvres militaires
L'aérodrome a largement été utilisé par les militaires durant la Seconde Guerre mondiale. S'il a ensuite perdu de son importance stratégique avec l'aviation moderne, il est néanmoins toujours utilisé pour des manœuvres militaires épisodiquement : 
- En 1989, plus de 500 mouvement militaires par mois ont été enregistrés. Le 3e RPIMA de Carcassonne et le 7e RPIMA d'Albi sont notamment venus s'y entrainer.
- En 1997, ce sont des manœuvres aéroportées impliquant 90 hélicoptères dont 60 se sont posés sur le tarmac  qui se déroulent sur l'aérodrome.
- En 1999, des hélicoptères d'un Régiment d'Hélicoptère de Combat de Pau sont à nouveau présents sur le terrain

### Étapes de raid aérien
| \| 20 km1:2 341 000 \| Albi · Le Sequestre Montauban Millau · Larzac Cassagnes · Bégonhès Villefranche-de-Rouergue Mende · Brenoux Nogaro Condom · Valence-sur-Baïse Cahors · Lalbenque Figeac · Livernon Lasbordes Muret-Lherm · Saint-Gaudens · Montréjeau Bagnères · de-Luchon Pamiers · Les Pujols Saint-Girons · Antichan Castelnaudary · Villeneuve Lézignan · Corbières Alès · Cévennes Toulouse · Blagnac Francazal · Auch · Gers Castres · Mazamet Rodez · Aveyron Tarbes · Lourdes · Pyrénées Brive · Souillac Carcassonne · Salvaza Montpellier · Méditerranée Béziers · Cap d'Agde Nîmes · Garons Perpignan · Rivesaltes |
| 20 km1:2 341 000 |